# Svjatoslav Richter

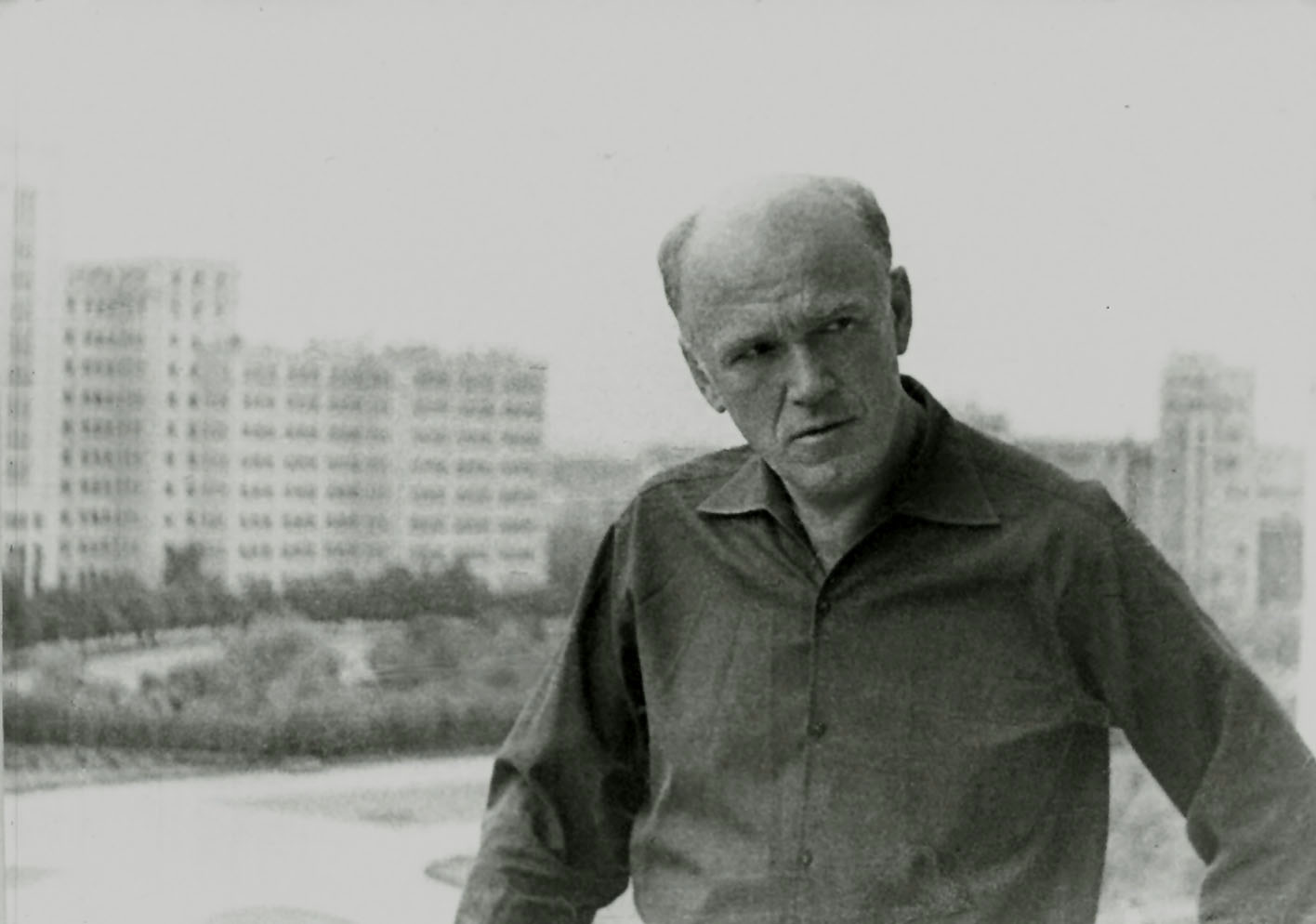
Svjatoslav Richter, 1966.

Svjatoslav Teofilovitj Richter (ryska: Святосла́в Теофи́лович Рихтер), född 20 mars 1915, död 1 augusti 1997, var en sovjetisk och rysk pianist, ansedd som en av 1900-talets främsta.

## Biografi
Richter föddes 1915 i Zjytomir i Guvernementet Volynien i dagens Ukraina. Hans far var av tysk börd och hans mor var ryska. Richter fick ingen formell undervisning i pianospel under barndomen men vid 19 års ålder antogs han vid Moskvakonservatoriet och undervisades därefter av den legendariske pianoläraren Heinrich Neuhaus.  
1949 vann Richter Stalinpriset, vilket ledde till omfattande konsertturnéer i Ryssland, Östeuropa och Kina. Richter gav sina första konserter utanför Sovjetunionen i Tjeckoslovakien 1950.
Richter började uppträda i västvärlden på 1960-talet och turnerade intensivt över hela världen fram till sin bortgång. Han gjorde stora insatser för att sprida klassisk musik i dåvarande Sovjetunionen, där han mottogs entusiastiskt i storstäder såväl som på landsbygden. Richters repertoar beskrivs bäst som monumental och utvidgades under hela hans karriär. Centralt i hans musikaliska tolkningar var idén om att bokstavstroget framföra kompositörens tanke. Enligt Richter är artistens uppgift inte att pådyvla sin egen personlighet på musikstycket. Artisten skall istället vara en spegel genom vilken publiken kan uppfatta musiken och kompositörens egen genialitet.
Richter var homosexuell, och även om hans sexuella läggning var en öppen hemlighet i den sovjetiska musikvärlden, så var homosexuellt beteende illegalt och straffbart. Denna konflikt bidrog till Richters tillbakadragenhet, han gav aldrig intervjuer och diskuterade aldrig sitt privatliv.
1945 mötte Richter sopranen Nina Dorliak (1908–1998) som var sju år äldre. Richter och Dorliak förblev därefter livskamrater fram till Richters död även om de aldrig gifte sig.
Fastän han hade ett rykte om sig att vara ointresserad av politik så spelade han 1960 på Boris Pasternaks begravning. 
Richter kämpade mot depression under perioder av sitt liv och intogs på grund av nedstämdhet på sjukhus i Moskva 1995. Han avled 1997 i Moskva av en hjärtattack.

## Utmärkelser
Asteroiden 9014 Svyatorichter är uppkallad efter honom.